# Янг, Майкл (учёный)
Майкл Уоррен Янг (англ. Michael Warren Young; род. 28 марта 1949) — американский биолог и генетик, лауреат Нобелевской премии по физиологии или медицине (2017) за открытия молекулярных механизмов, управляющих циркадным ритмом (совместно с Джеффри Холлом и Майклом Росбашем).
Доктор философии (1975), именной профессор (Richard and Jeanne Fisher Professor) и вице-президент по академическим делам Рокфеллеровского университета, где также заведует лабораторией генетики, член Национальной АН США (2007) и Американского философского общества (2018).
Также член Американской академии микробиологии (2007) и почётный член The Physiological Society.
Окончил Техасский университет в Остине (бакалавр биологии, 1971) и там же в 1975 году получил степень доктора философии по генетике.
Являлся постдоком на кафедре биохимии Стэнфордской школы медицины у Дэвида Хогнесса, после чего с 1978 года в Рокфеллеровском университете.
Входит в президентский совет Нью-Йоркской академии наук.
Более трёх десятилетий посвятил исследованиям генетически контролируемых закономерностей сна и дневной деятельности у Drosophila melanogaster. На протяжении работы в Рокфеллеровском университете он и его лаборатория внесли значительный вклад в хронобиологию, определив основные гены, связанные с регулированием внутренних часов, ответственных за циркадные ритмы. Янг смог раскрыть функцию гена «периода» (англ. period), необходимого для нормального функционирования цикла сна плодовых мушек. Его лаборатории также приписывают открытие двух других генов, отвечающих за синтез необходимых для циркадного ритма белков, — генов «timeless» и «doubletime».

## Награды
- 2006 — Pittendrigh/Aschoff Award, Society for Research on Biological Rhythms[англ.]
- 2009 — Премия Грубера по нейронаукам
- 2011 — Премия Луизы Гросс Хорвиц
- 2012 — Международная премия Гайрднера
- 2012 — Премия Мэссри
- 2013 — Премия Уайли
- 2013 — Премия Шао
- 2017 — Нобелевская премия по физиологии или медицине

Премии Грубера, Хорвиц, Гайрднера, Мэссри, Шао и Уайли получены — как и Нобелевская — совместно с Джеффри Холлом и Майклом Росбашем.